# Roigheim
Roigheim település Németországban, azon belül Baden-Württembergben. Lakosainak száma 1507 fő (2023. december 31.).

## Népesség
A település népessége az elmúlt években az alábbi módon változott:
| Lakosok száma | 1585 | 1616 | 1438 | 1383 | 1326 | 1503 | 1416 | 1469 | 1399 | 1507 |
|               | 1961 | 1967 | 1974 | 1980 | 1986 | 1993 | 1999 | 2005 | 2012 | 2023 |